# Google Suggest
Google Suggest (sv: Google Föreslå) är en funktion som ger sökförslag utifrån vilka bokstäver du hittills knappat in samt visar hur många resultat du kommer att få av sökningen. Funktionen används i några av Googles sökmotorer, bland annat Google Sök och Google Bilder. Google Suggest aktiveras/inaktiveras via Inställningar under rubriken Sökförslag.